# AD Frei Paulistano
Der Associação Desportiva Frei Paulistano, in der Regel nur kurz Frei Paulistano genannt, ist ein Fußballverein aus Frei Paulo im brasilianischen Bundesstaat Sergipe.
Aktuell spielt der Verein in der Staatsmeisterschaft von Sergipe.

## Erfolge
- Staatsmeisterschaft von Sergipe: 2019
- Staatsmeisterschaft von Sergipe – Segunda Divisão: 2016

## Stadion
Der Verein trägt seine Heimspiele im Estádio Municipal Frei Paulo in Frei Paulo aus. Das Stadion hat ein Fassungsvermögen von 6000 Personen.

## Trainerchronik
Stand: 18. Juni 2021
| Trainer               | Nation    | von                | bis              |
| --------------------- | --------- | ------------------ | ---------------- |
| Carlos Alberto Dias   | Brasilien | 2016               |                  |
| Edmilson Santos       | Brasilien | 2017               |                  |
| Willians Rodrigues    | Brasilien | 2017               |                  |
| Jose Elenilson        | Brasilien | 2018               |                  |
| José Roberto da Silva | Brasilien | 2018               |                  |
| Gil Sergipano         | Brasilien | 2019               |                  |
| Betinho               | Brasilien | 13. März 2019      | 11. August 2020  |
| Paulo Foiani          | Brasilien | 15. September 2020 | 19. Oktober 2020 |
| Givanildo Sales       | Brasilien | 2020               |                  |
| Alexandre Clemente    | Brasilien | 2021               |                  |
| José Carlos Amaral    | Brasilien | 13. Februar 2021   | 10. März 2021    |